# Rafael Prohens
Rafael Prohens Espinosa (12 de junio de 1955) es un empresario y político chileno, militante de Renovación Nacional (RN), partido del cual fue presidente desde el 28 de julio de 2020 hasta 2021. Ejerció como intendente de la Región de Atacama desde julio de 2012 hasta marzo de 2014, bajo el primer gobierno de Sebastián Piñera. Anteriormente se ha desempeñado como alcalde de Tierra Amarilla (1992-1996) y concejal de la comuna de Copiapó (2004-2008). Desde marzo de 2018 ejerce como senador por la Región de Atacama.

## Biografía
Nació en Copiapó el 12 de junio de 1955. Hijo de Alfonso Prohens Arias, uno de los impulsores de la agricultura en el Norte Chico, introdujo las plantaciones de uva de mesa y el riego tecnificado y de Berta Espinosa Ansieta. Es el séptimo de nueve hermanos.
Es padre de dos hijas.

### Estudios y vida laboral
Realizó sus estudios primarios en la Escuela Superior N° 1 de Copiapó y posteriormente se trasladó a Santiago al Colegio Hispano Americano. Egresó de la enseñanza media en el año 1973 del Colegio Excelsior.
Luego de cumplir con el servicio militar, regresa a Atacama, dedicándose a la actividad agrícola, particularmente al cultivo y exportación de uva de mesa en el Valle de Copiapó.
Ha desarrollado actividades empresariales y agrícolas.
También incursionó en el fútbol, al ser presidente del desaparecido equipo de la zona Regional Atacama.[cita requerida]

## Trayectoria política
Su trayectoria política se inicia el año 1992, al presentar su candidatura a la elección de alcaldes y concejales de la comuna de Tierra Amarilla, por el Partido Renovación Nacional (RN), dentro la Lista D, Pacto Participación y Progreso, resultado el candidato con mayor votación, obteniendo 1.109 votos, equivalentes al 21,99% de los sufragios, y de acuerdo a la legislación de la época, es designado por el Consejo Municipal alcalde de la comuna, cargo que ejerció hasta 1996.
Desde 1996 y hasta 2002, fue consejero regional de Atacama, electo en forma indirecta por el concejo municipal, de acuerdo a la legislación de la época.
Para las primeras elecciones separadas de alcaldes y concejales, en el 2004, se presentó como candidato a concejal por la comuna de Copiapó en representación de Renovación Nacional (RN), resultando electo con la segunda mayoría con 7.211 votos, equivalentes al 16,78% de los sufragios, cargo que ejerció hasta diciembre de 2008.
A partir de 2002 y hasta 2010, ejerció la presidencia del partido Renovación Nacional (RN) en la Región de Atacama.
En las campañas presidenciales de 2005 y 2009, ocupó el cargo de jefe de la campaña del candidato Sebastián Piñera en la Región de Atacama.
Hasta fines de mayo de 2012 se desempeñó como presidente de la Asociación de Productores y Exportadores Agrícolas del Valle de Copiapó (Apeco).
Tras la renuncia de la intendenta Ximena Matas, asumió desde el 1 de junio de 2012 hasta el 11 de marzo de 2014, como Intendente de la Región de Atacama, designado por el presidente Sebastián Piñera.
En agosto de 2017, inscribe su candidatura a Senador de República para las elecciones parlamentarias del 19 de noviembre del mismo año, en representación del partido Renovación Nacional (RN), por la 4ª Circunscripción de la Región de Atacama, resultando electo con 17.604 votos, equivalentes al 18,50% de los sufragios.
Formó parte de la Directiva Central de su partido en calidad de 1° vicepresidente, hasta el 28 de julio de 2020, fecha en la que resultó elegido presidente de RN, sucediendo así a Mario Desbordes.

## Reconocimientos
En el marco de los 179 años de la Municipalidad de Vallenar, en 2013 recibió un reconocimiento por sus aportes al desarrollo comunal.

## Historial electoral

### Elecciones municipales de 1992
Alcalde y concejales para la comuna de Tierra Amarilla (Se consideran solo los candidatos que resultaron elegidos para el Concejo Municipal)
| Candidato               | Partido | Votos | %     | Resultado |
| ----------------------- | ------- | ----- | ----- | --------- |
| Rafael Prohens Espinosa | RN      | 1109  | 21,99 | Alcalde   |
| Osvaldo Carvajal Zepeda | PS      | 883   | 17,51 | Concejal  |
| David Álvarez Peralta   | IND     | 658   | 13,05 | Concejal  |
| Enrique Vidal Aller     | UCC     | 589   | 11,68 | Concejal  |
| Alejandro Gallardo Díaz | PS      | 320   | 6,35  | Concejal  |
| Georgina Cortés Mercado | RN      | 161   | 3,19  | Concejal  |

### Elecciones municipales de 2004
Concejales para la comuna de Copiapó (Se consideran solo los candidatos que resultaron elegidos para el Concejo Municipal)
| Candidato                     | Partido | Votos | %     | Resultado |
| ----------------------------- | ------- | ----- | ----- | --------- |
| Anelice Véliz Kratzschmar     | PS      | 7810  | 18,17 | Concejal  |
| Rafael Prohens Espinosa       | RN      | 7211  | 16,78 | Concejal  |
| Anita Quiroga Araya           | PDC     | 3991  | 9,29  | Concejal  |
| José Fernández Quevedo        | PPD     | 3974  | 9,25  | Concejal  |
| Rubén Pizarro Miranda         | PRSD    | 3174  | 7,38  | Concejal  |
| Juan Carlos Mellibovsky Leiva | RN      | 2288  | 5,32  | Concejal  |

### Elecciones parlamentarias de 2017
- Elecciones parlamentarias de 2017 a Senador por la 4° Circunscripción, Región de Atacama (Alto del Carmen, Caldera, Chañaral, Copiapó, Diego de Almagro, Freirina, Huasco, Tierra Amarilla, Vallenar)[6]

| Candidato                       | Pacto                        | Partido | Votos  | %      | Resultados |
| ------------------------------- | ---------------------------- | ------- | ------ | ------ | ---------- |
| Yasna Provoste Campillay        | Convergencia Democrática     | PDC     | 32 598 | 34,25% | Senadora   |
| Rafael Prohens Espinosa         | Chile Vamos                  | RN      | 17 604 | 18,50% | Senador    |
| Lautaro Carmona Soto            | La Fuerza de la Mayoría      | PCCh    | 16 724 | 17,57% |            |
| Felipe Ward Edwards             | Chile Vamos                  | UDI     | 14 289 | 15,01% |            |
| Alberto Robles Pantoja          | La Fuerza de la Mayoría      | PRSD    | 5442   | 5,72%  |            |
| Gloria Guzmán Rojas             | Frente Amplio                | Poder   | 4175   | 4,39%  |            |
| Jorge Vargas Guerra             | Coalición Regionalista Verde | FRVS    | 1457   | 1,53%  |            |
| Carolina Peralta Aravena        | La Fuerza de la Mayoría      | PPD     | 1299   | 1,36%  |            |
| Elizabeth Pérez Maturana        | Coalición Regionalista Verde | FRVS    | 940    | 0,99%  |            |
| Tomás Reinaldo Pastenes Cabezas | Convergencia Democrática     | IND-MAS | 650    | 0,68%  |            |

## Controversias
El 27 de septiembre de 2019, una Minera presentó una querella por estafa en contra del senador Rafael Prohens por US$ 2,7 millones.